# Russische Baureihe С
Die SŽD-Baureihe С (deutsche Transkription S) war eine Dampflokomotive der Eisenbahn des Russischen Kaiserreiches und der Sowjetischen Eisenbahnen (SŽD) in russischer Breitspur. Sie wurde unmittelbar vor und während des Ersten Weltkrieges gebaut und war bevorzugt im leichten Schnellzugdienst landesweit auf nichtelektrifizierten Strecken eingesetzt. Sie war eine Dampflokomotive der Bauart Prairie. Ihren Namen erhielt sie nach der Herstellerfirma Sormowo.

## Vorgeschichte

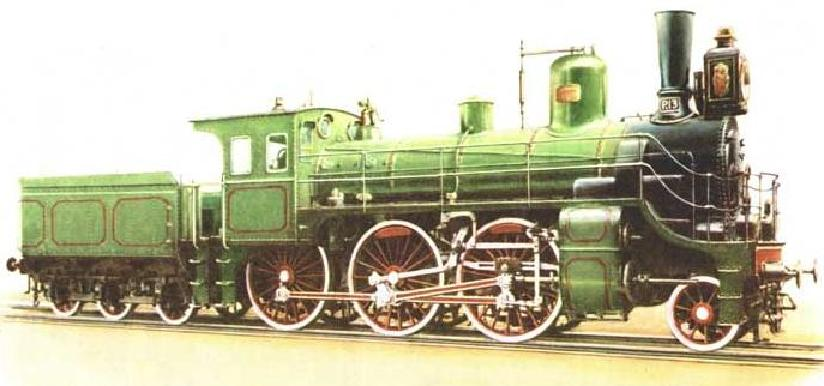
Lokomotivreihe N

Nach dem Ende des Russisch-Japanischen Krieges bestand bei den Eisenbahnen des Russischen Kaiserreiches ein spürbarer Bedarf an leistungsfähigen Schnellzuglokomotiven, der von den bisherigen Fahrzeugen nicht mehr gedeckt werden konnte. Die zahlenmäßig vorherrschende Lokomotive der Reihe Н war leistungsmäßig in der Lage, einen Zug mit 400 t Masse mit einer Geschwindigkeit von 80 km/h zu befördern. Außerdem gab es zu diesem Zweck noch die Dampflokomotiven der Reihe Я, A und Ж.
Gleichzeitig kam es zu der Zeit zu einer Verteuerung der importierten Kohle für die Lokomotiven. Die größtenteils für die Dampflokomotiven verwendete Kohle stammte aus anderen europäischen Ländern, speziell aus Großbritannien (Sorte Newcastle und Cardiff). Für diese Kohle mit einem hohen Heizwert war eine relativ kleine Rostfläche von 2,2 m² bis 2,8 m² ausreichend. Für die Konstrukteure stellte sich daher zusätzlich die Aufgabe, die Leistungserhöhung mit einer Kohle mit niedrigem Heizwert zu erreichen. Das war nur über eine Verbreiterung des Rostes zu erreichen; die Verlängerung des Rostes schied wegen der maximalen Wurflänge für die Kohle von zwei Metern aus. Bei den vorhandenen Lokomotiven betrug der Abstand zwischen den Rahmenwangen, zwischen die die Feuerbüchse eingepasst werden musste, etwa 1,3 Meter. Sollte eine Leistungserhöhung der Lokomotiven bei einer gleichzeitigen Verwendung von Kohle mit niedrigerem Heizwert erreichen werden, kam nur eine Neukonstruktion einer Dampflokomotive in Frage.
Zu der Zeit liefen in einigen Staaten Europas die Dampflokomotiven mit der Bauart Prairie, speziell in Italien, Österreich, Serbien und der Türkei. In anderen Staaten Europas wurden schon Lokomotiven mit der Bauart Pacific gebaut. Dies hätte einen Gesamtachsstand von etwa 22 m zur Folge gehabt. Die meisten Drehscheiben in Russland hatten nur einen Durchmesser von 20 m, so dass hier nur die Bauart Prairie als Neukonstruktion in Frage kam.

## Projektierung der neuen Dampflokomotive und erste Probefahrten
1909 erstellte die Eisenbahngesellschaft aus dem Gebiet des Kasan an die Maschinenfabrik Sormowo den Auftrag zur Projektierung und Fertigung einer neuen Schnellzuglokomotive mit der Achsfolge 1’C1’. Anfang 1910 stellte der Werkdirektor an den Ingenieur Bronislaw Sigismundowitsch Malachowskij die Aufgabe zur Ausarbeitung der neuen Lokomotive mit folgenden Parametern:
- Geschwindigkeit 100 Werst pro Stunde,
- Kessel mit großer Verdampfungsfläche,
- die Rostfläche sollte deutlich größer sein als bei den bisher verwendeten Dampflokomotiven,
- Achsmasse von 16 t,
- die neue Lok sollte einen Dampfüberhitzer besitzen,
- Ausführung mit Zweizylindertriebwerk mit einfacher Dampfdehnung.

Der Auftrag an die Maschinenfabrik Sormowo war umso erstaunlicher, weil das Werk bisher nur Arbeiten von anderen Dampflokwerken mit übernommen hatte. Die Konstrukteure des Werkes schafften die Neukonstruktion. Ende 1910 konnten die ersten fünf Lokomotiven das Werk verlassen. Sie erhielten zunächst die Bezeichnung Dampflok Typ 1-3-1 Bauart Prairie Sormowo. 1912 erhielt sie die einheitliche Bezeichnung Dampflok Serie C.
Am 12. März 1911 fanden erste Probefahrten auf der Eisenbahn bei Nikolajewka zwischen St. Petersburg und Bologoje statt. Dabei erreichte die C.801 mit einem Zug von 345 t Masse (neun Wagen) eine Geschwindigkeit von etwa 100 km/h bei gerader Streckenführung. Auf einer Steigung erreichte die Lokomotive mit der angegebenen Belastung noch 70 km/h. Bei einer Belastung von 14 Wagen (510 t) demonstrierte die Lokomotive ihre gute Leistungsfähigkeit und einen ruhigen Gang. Im Endergebnis befriedigte die Lokomotive.

## Technische Beschreibung

### Kessel

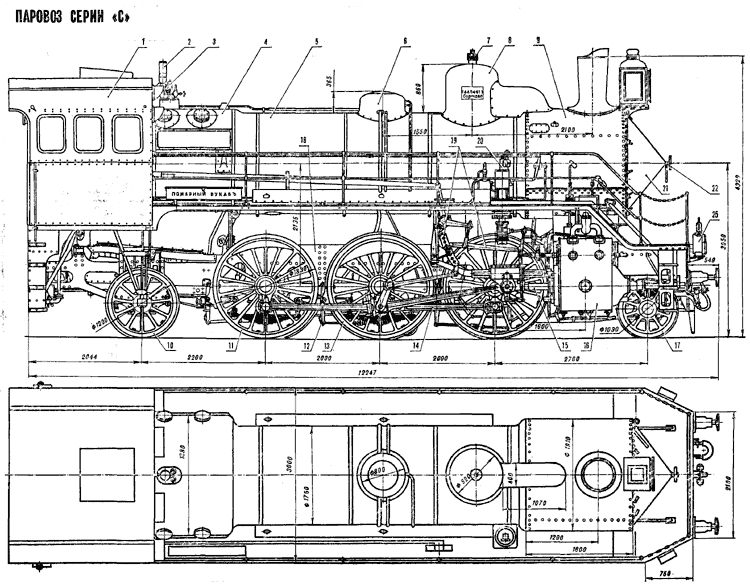
Skizze der Reihe S

Der zylindrische Teil des Kessels besteht aus drei Schüssen mit einer Länge von etwa 1.700 mm bei einem Durchmesser von 1.600 mm. Die Blechstärke ist hierbei etwa 16 mm. Der Hinterkessel ist als Bauart Belpaire ausgeführt. Seine Breite betrug 1.810 mm. Dadurch war es möglich, eine Rostfläche von 3,8 m² zu erreichen, die größte bei den damaligen Dampflokomotiven des russischen Kaiserreiches der damaligen Zeit. Die Länge des gesamten Kessels ist 9.680 mm. Dem damaligen Zeitgeist entsprechend, erhielt die Lokomotive eine kegelige Rauchkammertür, was ihr ein elegantes Erscheinungsbild verlieh.
Mit der Konstruktion des Dampfüberhitzer wurden zuerst einheimische Konstruktionen verwendet, 1913 erhielten alle Lokomotiven einheitlich solche der Bauart Schmidt. Das ermöglichte der Lokomotive, eine Leistung von 1.200 PS und einer Konstruktionsgeschwindigkeit von 115 km/h zu erreichen.

### Maschine

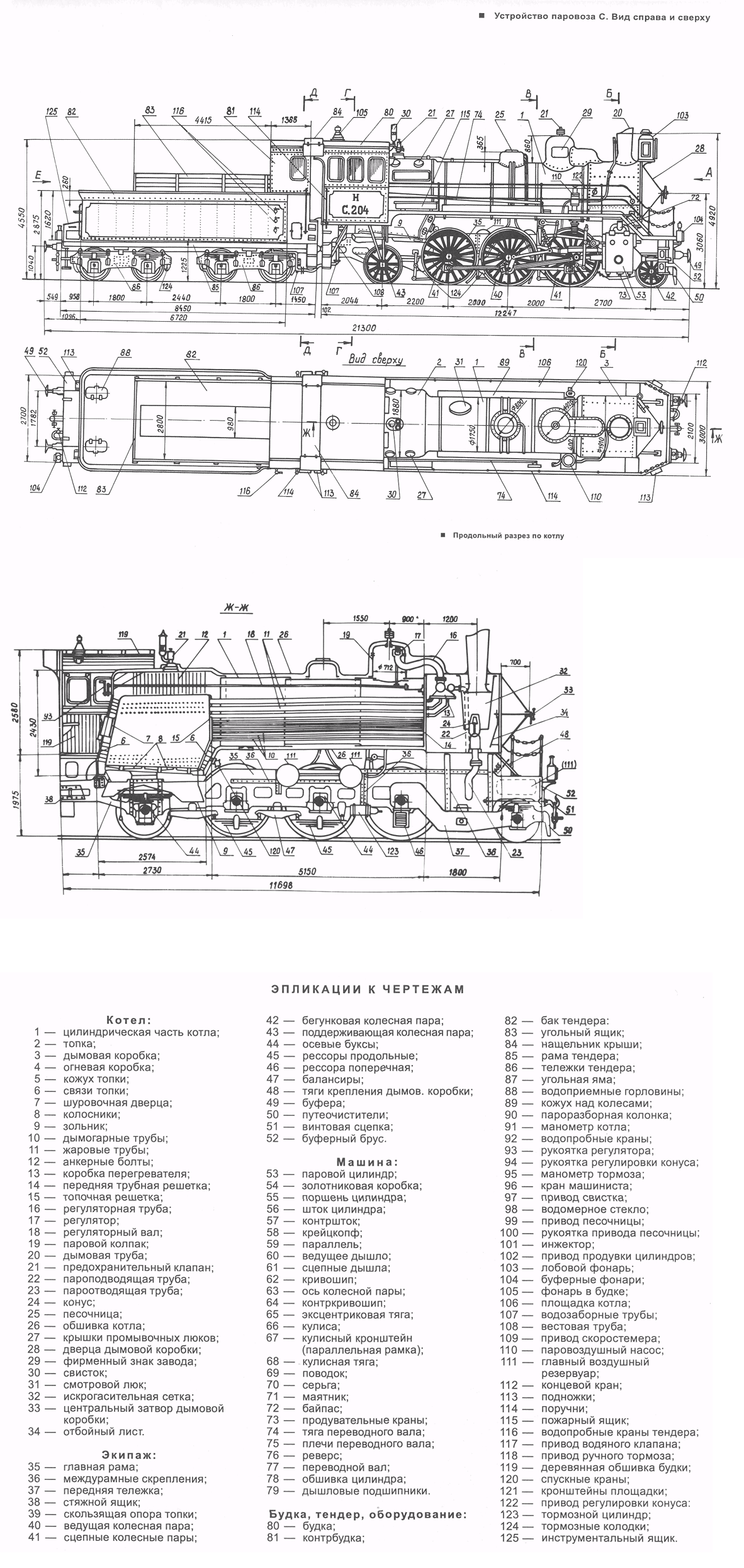
Skizze der Reihe S mit Details

Die Dampfmaschine ist eine zweizylindrische mit einfacher Dampfdehnung. Als Steuerung der Dampfmaschine wurde die der Bauart Walschaerts verwendet. Die Maschine besitzt Zylinder mit einem Durchmesser von 550 mm bei einem Kolbenhub von 700 mm. Die Treibstange wirkte auf die zweite Achse und hatte eine Länge von 2.240 mm.

### Fahrwerk

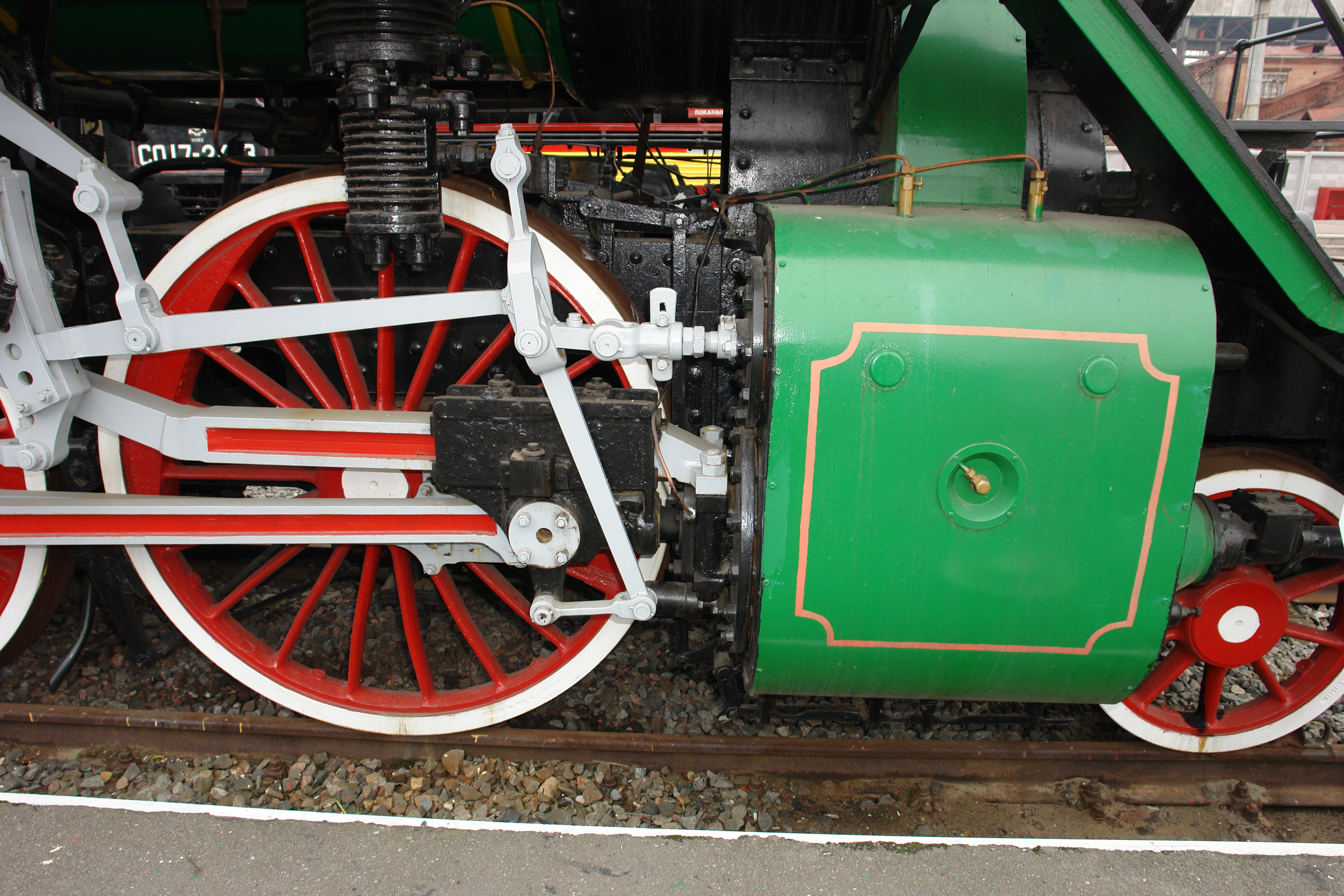
Fahrwerk der Lokomotive

Der Rahmen der Lokomotive bestand aus genieteten Blechen mit einer Stärke von 30 mm. Die Pufferbohle war in einer Höhe von 880 mm angeordnet. Alle Räder waren Speichenräder. Die vordere Laufachse war mit der ersten Kuppelachse zu einem Zara-Gestell verbunden, dieses ist so ähnlich ausgebildet wie ein Krauss-Helmholtz-Lenkgestell. Dies ermöglichte ebenfalls eine ruhigere Gleislage in der Geraden und bei Kurvenfahrt wie bei dem Bisselgestell. Für die Schleppachse ist die Bauart nicht angegeben, es spricht vieles für eine Bauform als Adamsachse. Die Durchführung von Rückwärtsfahrten bei größeren Geschwindigkeiten gestaltete sich dadurch unproblematischer gegenüber den bisherigen Maschinen ohne nachfolgende Laufachse.

### Führerhaus

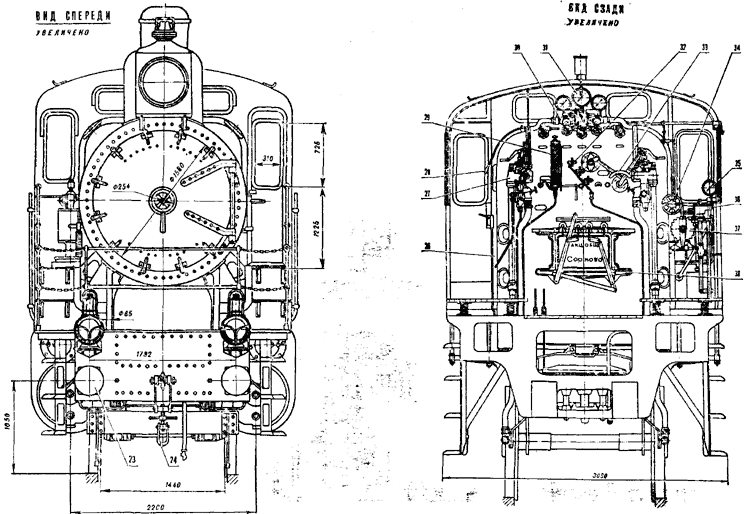
Skizze der Reihe S-Vorderansicht

Das Führerhaus der Lokomotive war nach hinten offen, ganzmetallisch und teilweise mit Seitentüren. Es war möglich, durch eine Tür den Umlauf neben dem Kessel zu erreichen. Das gebogene Dach besaß einen Überhang über den Tender. Das Führerhaus besaß zwei vordere und drei seitliche Fenster, von denen die vorderen und zwei seitliche verschlossen waren. Ein seitliches Fenster war als Schiebefenster ausgebildet. Außer diesen besaß das Führerhaus noch zwei zusätzliche, geschlossene Fenster an der Vorderfront zur Verbesserung der Sichtverhältnisse. Der seitliche Einstieg auf das Führerhaus war offen mit vertikalen Leitern. Für die kalte Jahreszeit hatte das Führerhaus einen verschließbaren Vorhang. Die Fläche rings um den Kessel war traditionell wie bei russischen Lokomotiven ausgeführt, die Einstiege waren mit Ketten gesichert.

### Tender

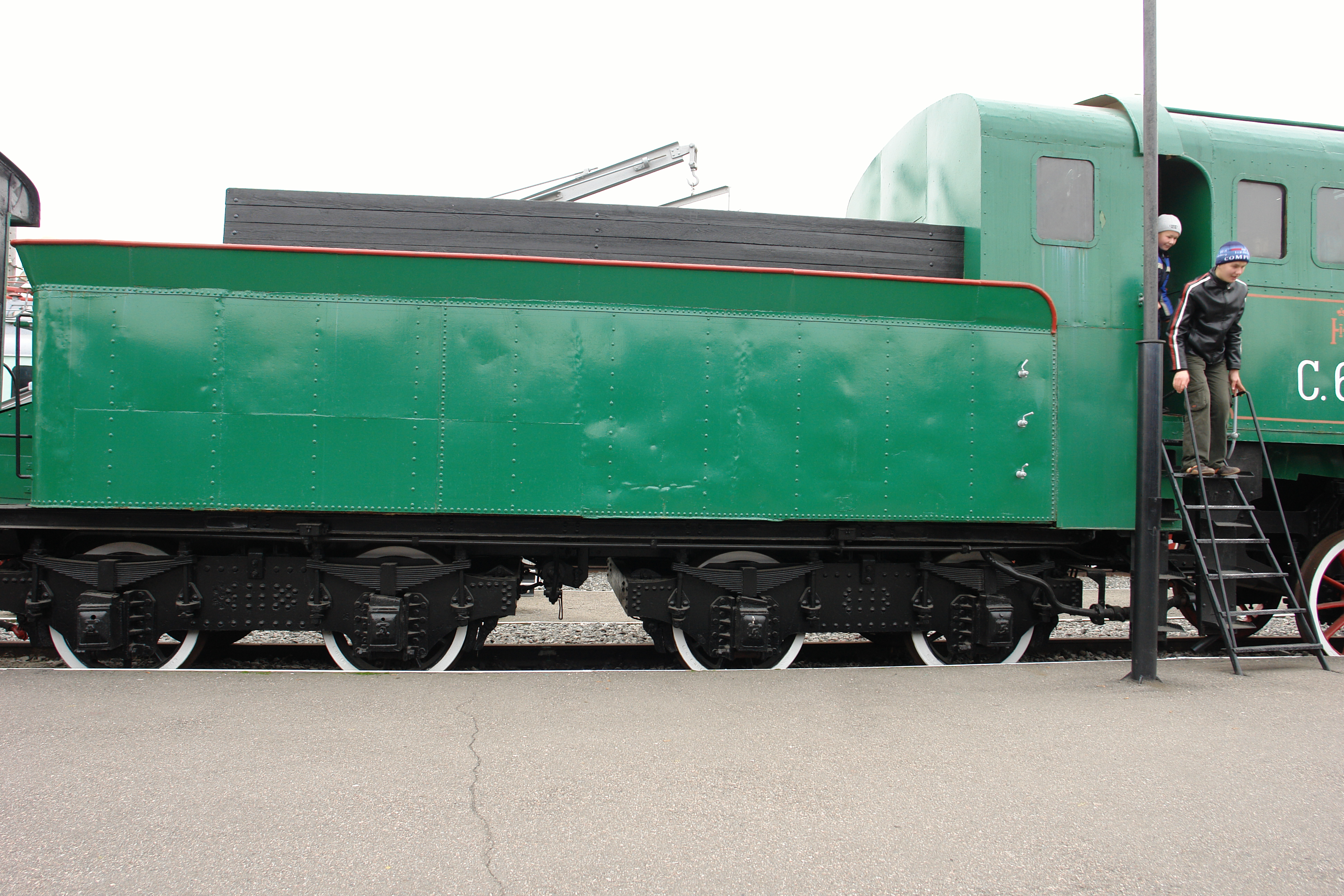
Tender der Dampflok

Der Tender war eine vierachsige Bauart des Baujahres 1908. Er wurde in den Putilow-Werken hergestellt und gleichzeitig für die Lokomotiven der Baureihen Б, К, О und Щ mit verwendet. Die Räder waren in zwei Drehgestellen gelagert und hatten einen Durchmesser von 1.020 mm. Der Behälter des Tenders hatte eine Länge von 6.720 mm und war aus Stahlblechen mit einer Blechstärke von acht Millimetern vernietet.
Für die Möglichkeit der Versorgung der Lokomotive mit Brennholz besaß er hohe Borde. Es bestand die Möglichkeit, die Lokomotive mit flüssigem Brennstoff zu heizen. Dafür besaßen die betreffenden Tender einen Behälter für Heizöl, gewöhnlich in rechteckiger oder in runder Form.
Seit 1912 wurden die Tender mit einer Stirnwand ausgeliefert, was bei häufiger Rückwärtsfahrt in der kalten Jahreszeit sicher vonnöten war.

### Standardfarben und äußere Ausstattung

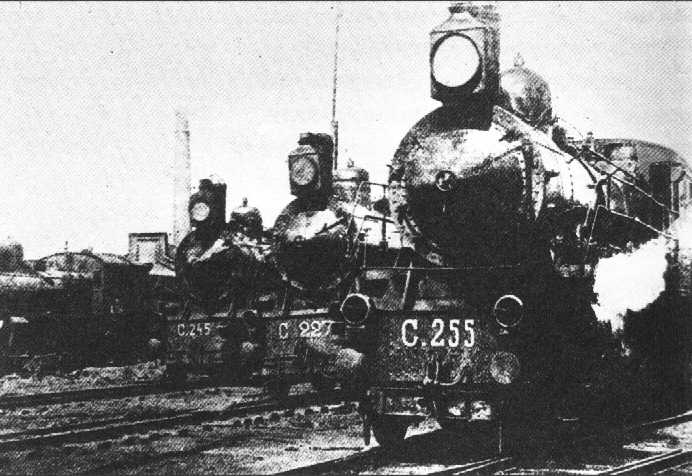
Drei Dampflokomotiven während der Betriebszeit

Da die Lokomotive für den Betrieb mit namhaften Schnellzügen vorgesehen war, wurden sie entsprechend ausgeführt. Schon rein äußerlich entsprach sie dem damaligen Zeitgeist von eleganten Schnellzuglokomotiven, unterstrichen durch die kegelige Rauchkammertür und besonders durch das große Spitzenlicht.
Dies wurde noch durch die farbliche Ausgestaltung der Lokomotive unterstrichen; die hauptsächlichen Teile der Lok (Kessel außer Rauchkammer, Zylinderblock, Führerhaus) waren grün, manchmal in blau gefärbt. Der Rahmen, die Gestelle, die Radzentren, Pufferbohle und Steuerung waren in rot (Zinnoberrot), die Radreifen und die Achsmitten in Weiß. Die Rauchkammer, Griffe, Rohre, Laternen und weitere Details waren in schwarz ausgeführt. Die Wand des Führerhauses und die Oberflächen der Zylinder waren eingerahmt von dünnen Rahmen. Die Nahtstellen des zylindrischen Teiles des Kessels hatten dünne Messinggurte als Versteifungen.
Die Bezeichnung der Gesellschaft und die Loknummer war in weißer Farbe und eingerahmt. Im unteren Teil des Führerhauses war die Bezeichnung der Eisenbahngesellschaft, die Serie und Nummer der Lokomotive. Das Staatswappen befand sich am Führerhaus unter dem Nummernzeichen.
Sehr nützlich war die seitliche und vordere Umrandung des Kessels.

## Serienerzeugung

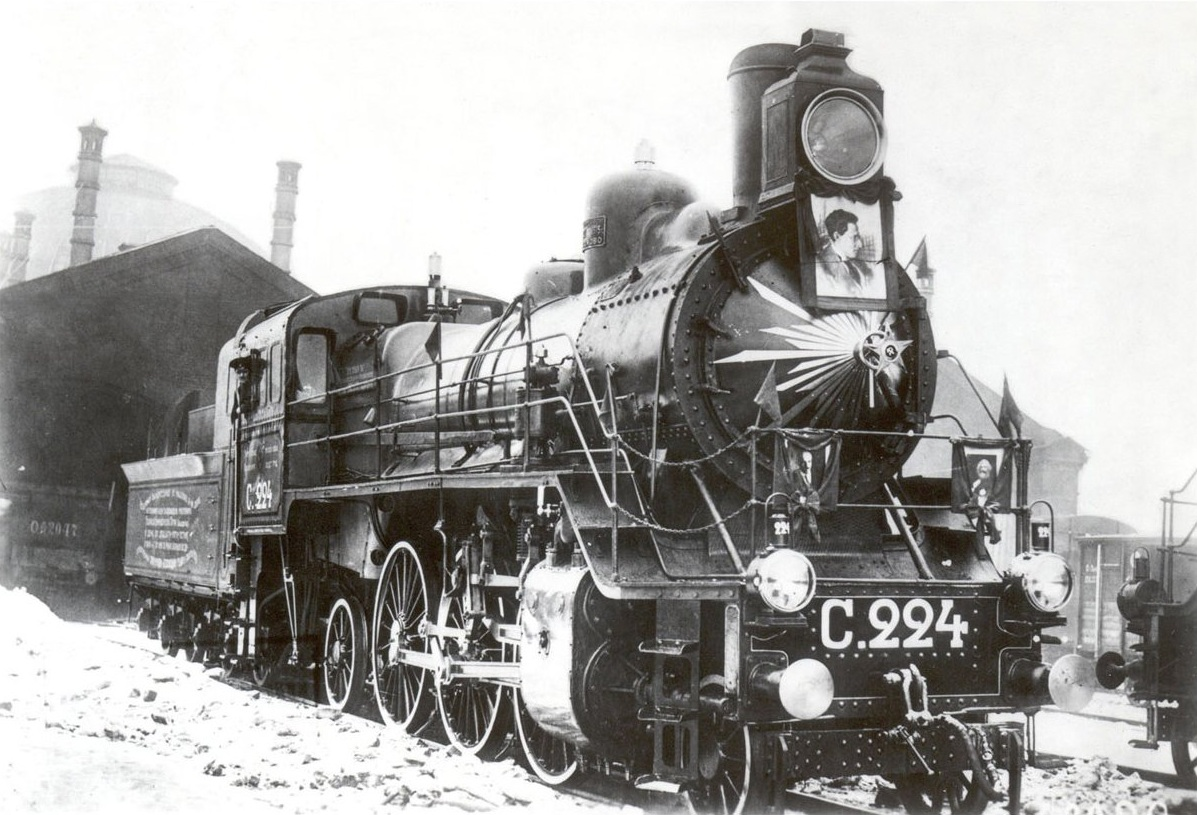
Dampflok S. 224 während der Betriebszeit

Nachdem die ersten positiven Rückmeldungen aus dem Betrieb erfolgt waren, wurde die Entscheidung der Serienproduktion über die Dampflokomotive getroffen. In der zweiten Hälfte des Jahres 1911 wurden die Aufträge zur Herstellung der neuen Lokomotive ausgegeben. Außer der Maschinenfabrik Sormowo wurden folgende Werke hinzugezogen:
- Lokomotivfabrik Newski,
- Lokomotivfabrik Charkow und
- Lokomotivfabrik Luhansk.

Die genaue Aufteilung der gefertigten Lokomotiven, aufgeteilt auf die Jahre und Werke siehe Weblinks. Daraus ist ersichtlich, dass die Maschinenfabrik Sormowo 1910 und 1911 als alleiniger Hersteller der Lokomotiven fungierte, die Lokomotivfabrik Luhansk lediglich 16 Maschinen der Baureihe herstellte. Ab 1913 stellte dieses Werk keine Lokomotiven mehr her. Während der Serienproduktion kamen einige Unregelmäßigkeiten aus der Praxis zutage, so gab es Brüche der Treibstange, Risse der Speichen, beobachtet wurden Beschädigungen der Schieber und Einschneidungen bei den Radreifen durch die Einfahrt der Lokomotive in die Krümmungen. Für die Erforschung dieser Unregelmäßigkeiten wurde eine Kommission gebildet, die nach Erforschung an die Produktion Änderungsanweisungen ausgab. So stellte sich heraus, dass die Rückstellvorrichtung der beweglichen Achsen zu schwach bemessen war. Nach Verstärkung der Federn war der Kurvenlauf wieder tadellos.
Ende 1912 zeigte sich, dass in der Lokomotivfabrik Newski einige Lokomotiven mit zu hoher Achslast ausgeliefert wurden. Ursache waren eine Nichtbefolgung der Fertigung-Technologie durch das Herstellerwerk. Anfang 1913 wurde durch die Lokomotivfabrik Newski diese Unregelmäßigkeiten wieder beseitigt. Insgesamt wurden 678 Lokomotiven hergestellt, von denen die Maschinenfabrik Krasnoje Sormowo 384 Lokomotiven, die Lokomotivfabrik Newski 143 Lokomotiven, die Lokomotivfabrik Charkow 135 Lokomotiven und die Lokomotivfabrik Luhansk 16 Lokomotiven fertigten.
Die Bezeichnung der Lokomotiven war anfangs nicht einheitlich, da jede Eisenbahngesellschaft die Lokomotiven selber bezeichnete. Bei späteren Umbeheimatungen kam es vor, dass bei einer Gesellschaft Lokomotiven mit derselben Nummer auftauchten. Die betroffenen Gesellschaften halfen sich, indem sie zu der Nummer den Kürzel der Vorgängergesellschaft mit hinzufügten.

## Betrieb und Verbleib
Die ersten zehn Dampfloks der Serie C erhielt die Warschauer Eisenbahngesellschaft, wo sie Umläufe von Kurierzügen beförderten. Diese Kurierzüge galten zu ihrer Zeit als die schnellsten Züge in Russland, die mittlere Geschwindigkeit betrug bei ihnen 85 km/h, stellenweise wurden Geschwindigkeiten von 100 bis 110 km/h gefahren. Betrug die Reisezeit von Sankt Petersburg bis Warschau 1910 etwa 22 h und 35 min, konnte diese Zeit durch den Einsatz der C auf 18 h und 2 min gesenkt werden. Am 6. Oktober 1913 stellte die Dampflok mit zehn vierachsigen Wagen einen Rekord auf der Dauerfahrt von Sankt Petersburg nach Moskau auf (651 km), sie benötigte für diese Distanz 7 h und 59 min. Stellenweise kam es auf dieser Relation zu Zeiten von 7 h und 30 min, die größte Geschwindigkeit betrug 125 km/h.
Die Lokomotiven trugen den nichtoffiziellen Beinamen Russische Prairie, weil es die erste konstruierte Lokomotive mit der Achsfolge 1’C1’ in der UdSSR war.
Alle 678 produzierten Einheiten standen auf den Eisenbahnen des Russischen Kaiserreiches und der UdSSR bis Mitte der 1960er Jahre im Einsatz. Dann wurden sie massenhaft aus den Inventarlisten gestrichen, verschrottet oder an Industriebetriebe zu Heizzwecken weitergegeben. Der Dienst der Maschinen dauerte durchschnittlich 45 Jahre (im Bereich von 38 bis 54 Jahren). Nicht gezählt sind einige Abweichungen. Dies führt zu der Feststellung, dass es sich um eine langlebige und daraufhin bewährte Bauart handelt.
Nicht selten waren die Lokomotiven bei anderen Bahnverwaltungen im Einsatz. Als Beispiel möge hier die C.41 gelten. Sie war 1912 bei den Newski-Werken hergestellt worden und war in Polen und Lettland im Einsatz. 1940, mit der Besetzung und Okkupation Lettlands in die UdSSR wurde sie mit ihrer lettischen Nummer übernommen und weiterbetrieben. Noch 1956 fuhr sie mit dieser Nummer im Park der Belarussischen Eisenbahn. 1959 wurde sie an einen Industriebetrieb abgegeben, wo sich ihre Spur verliert. In Finnland sollen einige Fahrzeuge verkehrt sein.
Ein Exemplar der Lokomotive ist als Denkmal erhalten geblieben. Es handelt sich um die abgebildete C.68, die 1913 gefertigt und bis 1960 im Betrieb gestanden hat. Danach wurde sie an ein Werk in Moskau zu Heizzwecken verkauft. Ende der 1970er Jahre, die Lok befand sich schon in einem sehr schlechten Zustand, wurde sie von Eisenbahnfreunden entdeckt. Bei der Aufarbeitung der Lokomotive behalfen sich diese eines Tricks; sie änderten die Loknummer kurzerhand in C.245, die 1918 einen Zug mit Parteifunktionären unter Lenin von Sankt Petersburg nach Moskau befördert hat, um an Fördermittel heranzukommen. Daraufhin konnte die Dampflok, in Einzelteile zerlegt in das Depot Chowrino überführt werden. Der ursprüngliche Plan, die Lokomotive fahrfähig aufzuarbeiten, musste bald auf Grund des schlechten Zustandes aufgegeben werden. So ließ der Kessel nur einen Druck bis fünf bar zu.
Die Dampflok steht unter ihrer ursprünglichen Nummer C.68 im Russischen Eisenbahnmuseum in Sankt Petersburg.